# Choắt nâu
Choắt nâu (danh pháp hai phần: Tringa totanus) là một loài chim thuộc họ Dẽ. Choắt nâu phân bố nửa châu Âu và Á. Về mùa đông chúng di cư về châu Phi, Ấn Độ, Myanma, Hoa Nam, Đông Dương và Philipines. Loài này có chiều dài đôi cánh: 150 – 168 mm; đuôi dài 70 – 85 mm); giò dài 45 – 52 mm; mỏ dài 40 - 49. Bộ lông mùa đông và mùa hè khác nhau.

## Phân loài
Một số phân loài đã được xác định. Bao gồm các:
- T. t. robusta: xác định bởi Schiøler,[2] 1919 được tìm thấy ở Iceland và quần đảo Faroe.
- T. t. ussuriensis: xác định bởi Buturlin[3] 1934 tìm thấy ở miền nam Siberia, Mông Cổ và phía đông châu Á.
- T. t. terrignotae: xác định bởi Meinertzhagen, R & Meinertzhagen, A, 1926 được tìm thấy ở miền nam Mãn Châu và miền đông Trung Quốc
- T. t. craggi: xác định bởi Hale, 1971 được tìm thấy ở phía tây bắc Trung Quốc
- T. t. eurhina: xác định bởi Oberholser,[4] 1900 được tìm thấy ở Tajikistan, bắc Ấn Độ và Tây Tạng [5][6]

## Hình ảnh

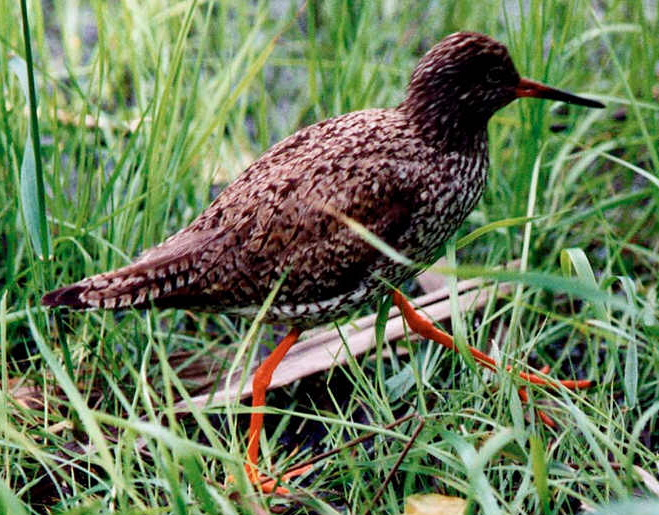
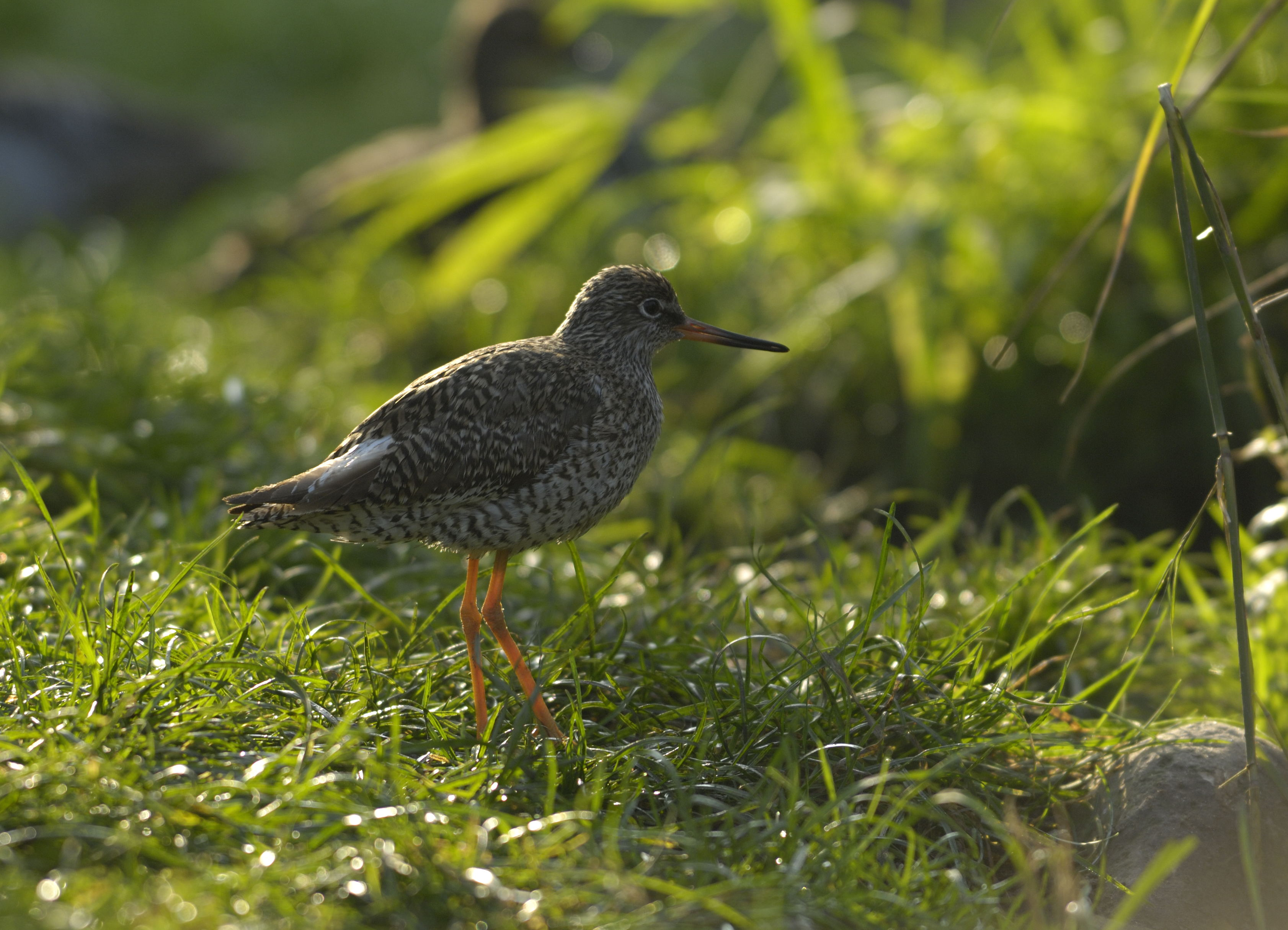
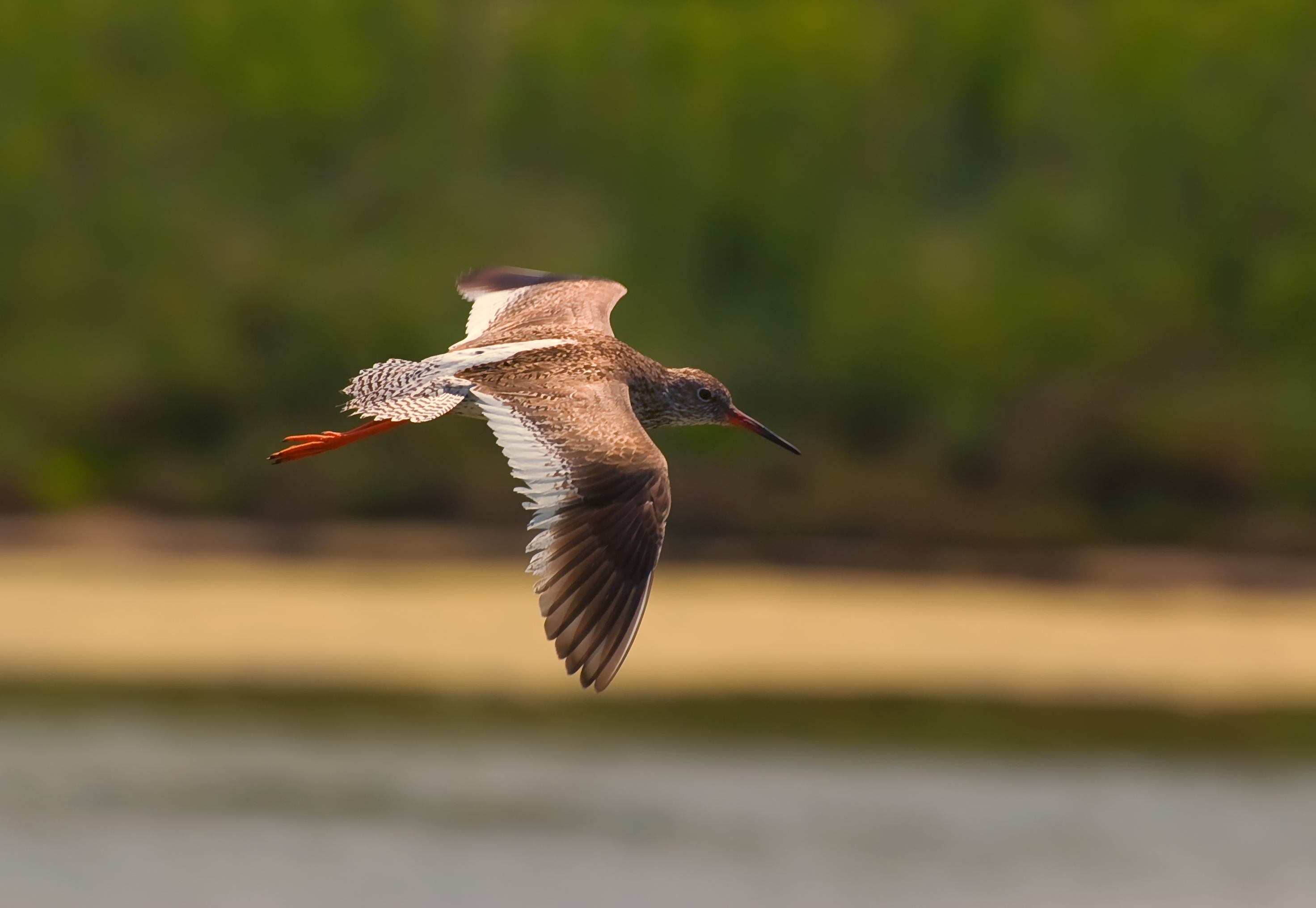
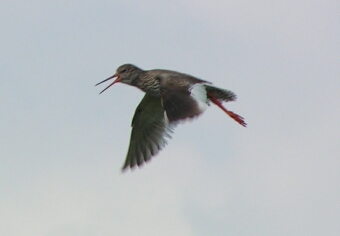
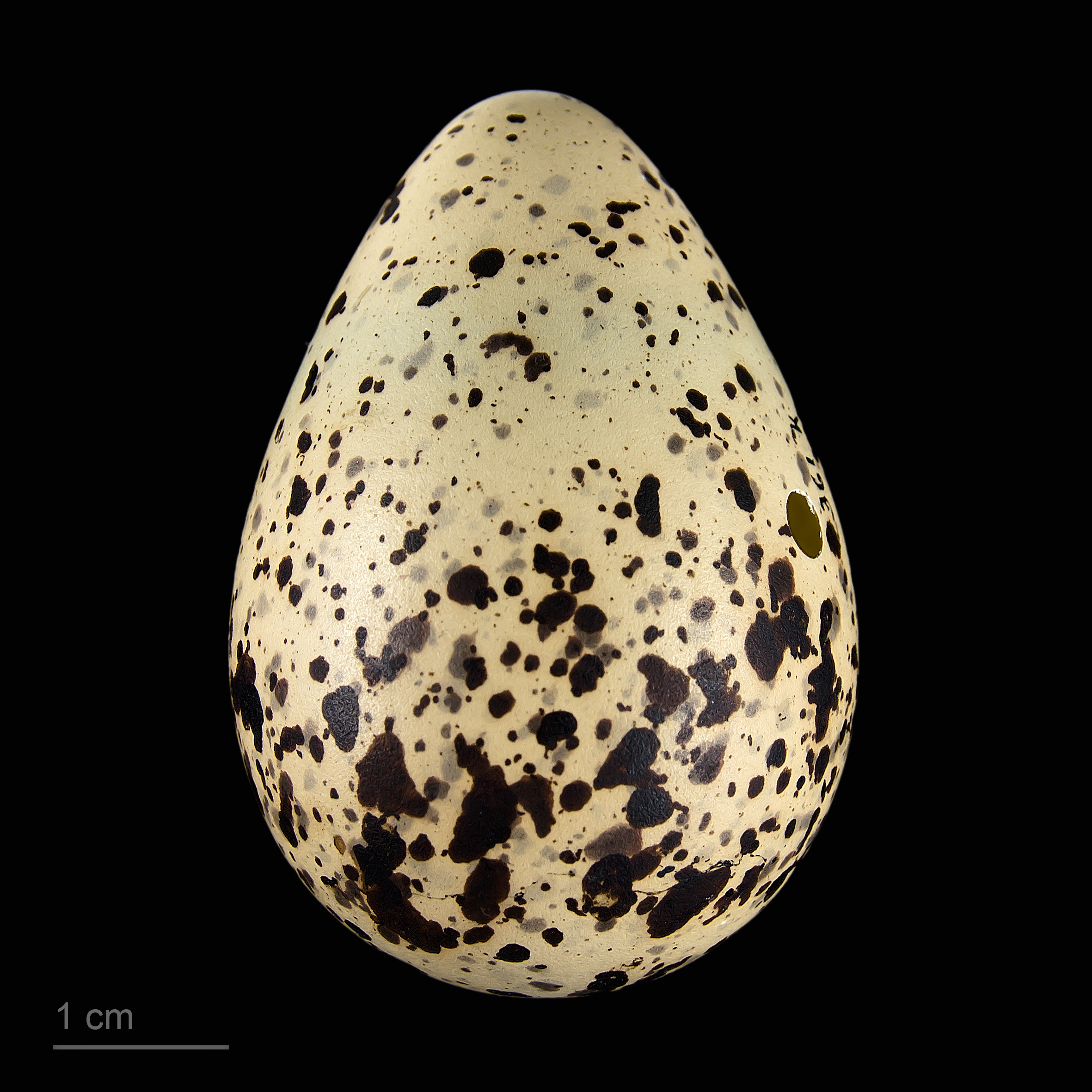
Museum specimen